# Pakisztán vasúti közlekedése
Pakisztán vasúthálózatának hossza 7791 km, ebből 7479 km 1676 mm-es széles nyomtávú pálya, melyből 293 km van villamosítva. További 312 km pedig 1000 mm-es nyomtávú. A vasúthálózat nagyon elavult, számos vonalon még 2007-ben is gőzmozdonyok  közlekedtek menetrend szerint.

## Villamos vontatás
A Lahor-Khanewal közötti vasútvonal 25 kV 50 Hz-cel villamosított, de a villamos vontatás 2011 óta szünetel. Ennek okaként a felsővezeték ellopását nevezték meg.

## Vasúti kapcsolata más országokkal
- Irán - van
- India - van
- Afganisztán - nincs
- Kína - nincs
- Törökország - van
- Türkmenisztán - nincs